# Yael Dowker
Yael Naim Dowker (em hebraico:  יעל נעים דאוקֶר‎; nascida Yael Naim, Tel Aviv, 1919 – janeiro de 2016) foi uma matemática israelense.
Dowker obteve um doutorado em 1948 no Radcliffe College, orientada por Witold Hurewicz, com a tese The ergodic theorems and invariant measure. Esteve no pós-doutorado em 1948/1949 no Instituto de Estudos Avançados de Princeton. Foi com seu marido em 1951 para a Inglaterra, onde esteve inicialmente na Universidade de Manchester e foi depois professora no Imperial College London.
Trabalhou com teoria da medida e teoria ergódica. Tem publicações conjuntas com Paul Erdős.
Foi casada desde 1944 com Clifford Hugh Dowker.
Dentre seus orientados consta Bill Parry.

## Obras
- Finite and {\displaystyle \sigma }-finite measures, Annals of Mathematics, Volume 54, 1951, p. 595–608
- Invariant measure and the ergodic theorems, Duke Math. J. 14 (1947), 1051–1061